# Plaza de Colón

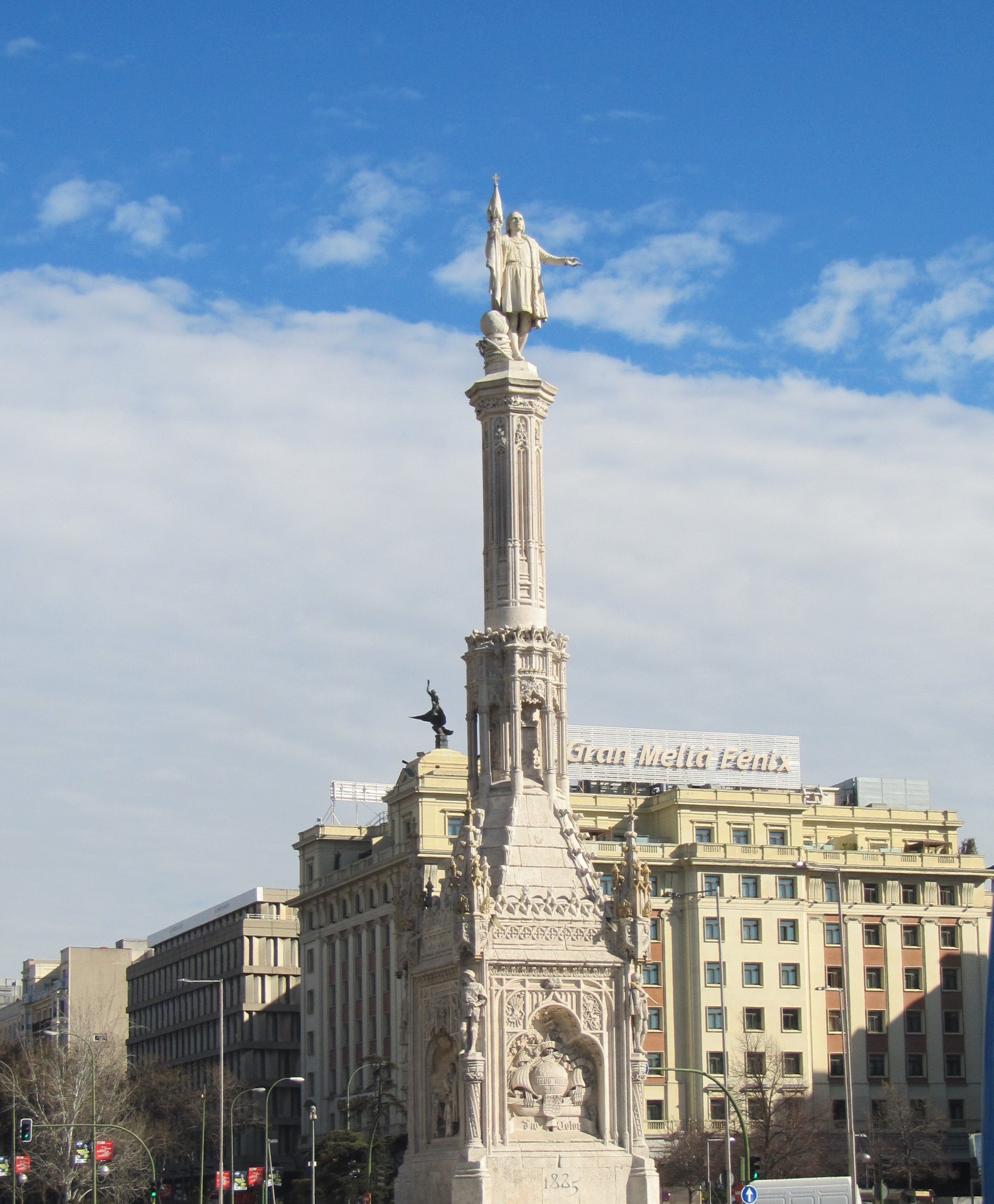
Monumento a Cristóvão Colombo na Plaza de Colón.

A Plaza de Colón é uma praça na cidade de Madrid, na Espanha. Foi feita em homenagem ao maior navegador ao serviço de Espanha de todos os tempos, Cristovão Colombo. A praça comemora a era dourada de Espanha (séc. XVI - séc. XVII). Nesse local estão edificados o Centro Cultural de Madrid e um monumento a Colombo em estilo neogótico erguido entre 1881 e 1885. A base quadra suporta um pilar octogonal esculpido pelo escultor Arturo Mélida; no topo do pilar está uma estátua de três metros de altura do navegador, esculpida em mármore branco por Jerónimo Suñol. O monumento tem uma altura total de 17 metros.